# Cranford (roman)
Cranford is een episodische roman geschreven door de Engelse auteur Elizabeth Gaskell. Het werd oorspronkelijk gepubliceerd in afleveringen in het tijdschrift Household Words en later in 1853 als boek uitgebracht met geringe aanpassingen. Het verhaal, gebaseerd op Gaskells jeugdherinneringen aan het stadje Knutsford in Cheshire, beschrijft het leven in een provinciaal stadje en werd aanvankelijk lauw ontvangen in het Verenigd Koninkrijk, maar groeide later uit tot populariteit, vooral na de publicatie van geïllustreerde edities en latere dramatische aanpassingen voor toneel, radio en televisie.

## Externe Links
- Cranford